# Milan Blagojević
Pour les articles homonymes, voir Blagojević.
Milan Blagojević (né le 24 décembre 1969 à Sydney en Nouvelle-Galles du Sud) est un footballeur international australien, qui évoluait au poste de défenseur, avant d'ensuite devenir entraîneur.

## Biographie

### Carrière de joueur

#### Carrière en sélection
Avec l'équipe d'Australie, il dispute 19 matchs (pour aucun but inscrit) entre 1991 et 2002. Il figure notamment dans le groupe des sélectionnés lors des Coupes d'Océanie de 1996 et de 2002.
Il dispute également disputé les JO de 1992 avec la sélection australienne.

## Palmarès
Australie
- Coupe d'Océanie (1) :
  - Vainqueur : 1996.
  - Finaliste : 2002.